# Svartsengi
Svartsengi è un sistema vulcanico situato sulla penisola di Reykjanes, a nord del villaggio di pescatori di Grindavík, nella parte sud-occidentale dell'Islanda.

## Descrizione
Il sistema vulcanico è situato tra i monti Þorbjörn e Sýlingafell, chiamato anche Svartsengisfell. Da alcuni geologi è associato al vulcano Gunnuhver e al sistema vulcanico di Reykjanes.
Ai piedi del Sýlingafell si trova un'area ad alta temperatura e altre sorgenti calde sgorgano dai fianchi del Þorbjörn.
Nel gennaio 2020, nel giro di pochi giorni, è stato osservato un innalzamento del terreno intorno al Þorbjörn ad una velocità di 3–4 mm al giorno; il rigonfiamento è stato associato al verificarsi di sciami sismici nella regione ed è stato attribuito alla risalita di magma sotterraneo.

## Centrale geotermica Svartsengi
L'energia geotermica di questo vulcano è utilizzata dal 1978 nella centrale idroelettrica di Svartsengi. La centrale distribuisce acqua calda alle abitazioni del circondario di Grindavík e produce energia elettrica.

## Bláa Lónið
L'acqua in eccesso della centrale elettrica scaricata nel campo di lava, è stata inizialmente utilizzato dalla gente del posto per i bagni di acqua calda. Quando è stato riconosciuto il potere curativo dell'acqua minerale e dei suoi sali, è stata costruita una grande piscina all'aperto, che ora è conosciuta come Bláa Lónið, cioè Laguna Blu.